# Octavio Paz
Octavio Paz Lozano (ur. 31 marca 1914 w Meksyku, zm. 19 kwietnia 1998 tamże) – meksykański poeta, eseista, krytyk i dziennikarz. W latach 1945–1968 pracował w służbie dyplomatycznej. Laureat Nagrody Nobla w dziedzinie literatury w 1990.

## Życiorys

### Dzieciństwo i młodość
Octavio Paz urodził się 31 marca 1914, w czasie trwania Rewolucji meksykańskiej. Jego ojciec, adwokat, był przedstawicielem Emiliano Zapaty.  Jego matka mieszkała w czasie rewolucji w domu teścia, Ireneo Paz, w Mixcoac, wtedy wioski znajdującej się w pobliżu miasta Meksyk. Pozostali tam do czasu kiedy Octavio Paz Solórzano wraz z reprezentantami ruchu zapatystów musiał szukać azylu w Los Angeles, w Stanach Zjednoczonych, gdzie pozostał aż do 1919.
W tym czasie pozostawał pod opieką swojej matki Josefina Lozano, ciotki Amalia Paz Solórzano i dziadka, Ireneo Paz (1836-1924) byłego żołnierza wojsk Porfirio Díaz. Jego ojciec, Octavio Paz Solórzano (1883-1935), najmłodszy z siedmiorga rodzeństwa, pracował jako notariusz i prawnik dla Emiliano Zapaty, był zaangażowany w reformę rolną, która nastąpiła po Rewolucji. Brał czynny udział w ruchu Vasconcelosego. 
W 1931 zakłada wraz z grupą przyjciół pismo literackie Barandal. Debiutuje w 1933 tomikiem wierszy Luna silvestre. Przerywa studia na Uniwersytecie w Meksyku, wyjeżdża na półwysem Jukatan, gdzie zakłada szkołę dla dzieci robotników i chłopów. 

### Późniejsze życie
W 1937 wyjeżdża na kongres pisarzy w Hiszpanii, znajdującej się w wtedy w trakcie wojny domowej. Spotyka tam poetów i artystów obszaru języka hiszpańskiego. Do Meksyku wraca w 1938, rozpoczynając działalność polityczno-publicystyczną w środowiskach socjalistycznych.
W 1943 dzięki stypendium Guggenheima  wyjeżdża do Stanów Zjednoczonych. Po powrocie do Meksyku wstępuje do meksykańskiej służby zagranicznej. W 1945 wyjeżdża na placówkę dyplomatyczną do Francji.
W 1962 zostaje ambasadorem Meksyku w Indiach. Podaje się do dymisji w 1968 w odpowiedzi na użycie broni palnej przez meksykańską policję wobec protestujących w przeddzień otwarcia Letnich Igrzysk Olimpijskich (Masakra w Tlatelolco). 
Stopniowo zyskuje też międzynarodowy rozgłos literacki. Jest wielokrotnie nagradzany i w 1990 otrzymuje Nagrodę Nobla w dziedzinie literatury. 
W 1965 żeni się z Francuzką, Marie-José Tramini.
Po rezygnacji z kariery dyplomatycznej wykłada na Universytecie w Cambridge i Uniwersytecie Harvarda.
Umiera na raka, 19 kwietnia 1998.

## Nagrody i wyróżnienia
- 1956 Premio Xavier Villaurrutia,
- 1967 zostaje członkiem meksykańskiego Colegio Nacional[9],
- 1977 Premio Nacional de Ciencias y Artes,
- 1977 Nagroda Jerozolimska,
- 1978 doktorat honorowy Narodowy Uniwersytet Autonomiczny Meksyku[10],
- 1980 doktorat honorowy Uniwersytetu Harvarda[11]
- 1980 Premio Ollin Yoliztli,
- 1981 Nagroda Cervantesa,
- 1982 Neustadt International Prize for Literature,
- 1984 Nagroda Pokojowa Księgarzy Niemieckich,
- 1985 Premio Internacional Alfonso Reyes,
- 1987 Premio Internacional Menéndez Pelayo,
- 1989 Prix Alexis de Tocqueville,
- 1990 Nagroda Nobla w dziedzinie literatury,
- 1991 Wielki Oficer Orderu Zasługi Republiki Włoskiej 1991[12],
- 1993 Nagrody Księżnej Asturii dla założonego przez niego pisma Vuelta.

## Upamiętnienie
Jego wizerunek znajdował się na meksykańskiej monecie okolicznościowej o nominale 20 peso bitej w latach 2000-2001.

## Twórczość
Jego twórczość ulegała wielu wpływom, m.in. marksizmu, surrealizmu i mitologii Azteków.
W poemacie Piedra de sol (Kamień słońca, 1957) posługuje się kontrastowymi obrazami, koncentrującymi się na azteckim kamieniu kalendarzowym (przedstawiającym wszechświat), symbolizującymi samotność jednostki i jej poszukiwania więzi z innymi. Wątkiem jego twórczości są rozważania nad rolą poezji w świecie oraz analiza związku między historią a charakterem.

### Poezje
- Dziki księżyc (1933) – debiut
- No pasaran! (Nie przejdą, 1937)
- Człowieczy korzeń (1937)
- W twym jasnym cieniu i inne wiersze o Hiszpanii (1937)
- Wolność na słowo (Libertad bajo palabra, 1949)
- Salamandra (1962)
- Biel (Blanco, 1967)
- Małpa gramatyczna (1974)
- Z prochu jesteśmy • Od romantyzmu do awangardy (1974)
- Pochmurno (1987)
- Inny głos (1990)

### Eseje
- Labirynt samotności (1950)
- Postdata (1968)
- Podwójny płomień • Miłość i erotyzm (1993)